# Diospyros clementium
Diospyros clementium är en tvåhjärtbladig växtart som beskrevs av Bakh. Diospyros clementium ingår i släktet Diospyros och familjen Ebenaceae. Inga underarter finns listade i Catalogue of Life.